# Vaškivci
Vaškivci (in ucraino Вашківці?; in polacco Waszkowce; in romeno Văşcăuţi; in tedesco Waschkautz) è una città ucraina (5 215 abitanti)] nel distretto di Vyžnycja, nell'oblast' di Černivci. Ospita l'amministrazione della comunità territoriale di Vaškivci, una delle comunità territoriali dell'Ucraina.